# Herbert von Karajan
Herbert Ritter von Karajan, avstrijski dirigent, * 5. april 1908, Salzburg, Avstro-Ogrska, 16. julij 1989, † Anif pri Salzburgu, Avstrija.

## Življenjepis
V svetu je bil znan predvsem kot glavni dirigent Berlinske filharmonije, na tem položaju je bil 35 let. Kljub nekaterim kritikam, da je njegova interpretacija preveč plehka, ima status enega največjih dirigentov vseh časov; od 1960. let do smrti je bil dominantna osebnost v evropski klasični glasbi. Eden od razlogov za to je ogromno število posnetkov koncertov pod njegovim vodstvom. Po nekaterih ocenah je najbolje prodajan klasični glasbenik vseh časov, ki je prodal 200 milijonov izvodov albumov.

### Poreklo in mladost
Karajanovo poreklo še ni povsem razjasnjeno; družina naj bi bila aromunskega ali grškega izvora, po materini strani pa je bil sodeč po novejših genealoških raziskavah Slovenec. Že kot otrok je izkazoval izjemen talent pri igranju klavirja; odšel je študirat na salzburški Mozarteum, kjer se je na pobudo učitelja preusmeril v dirigiranje.